# Sténose foraminale

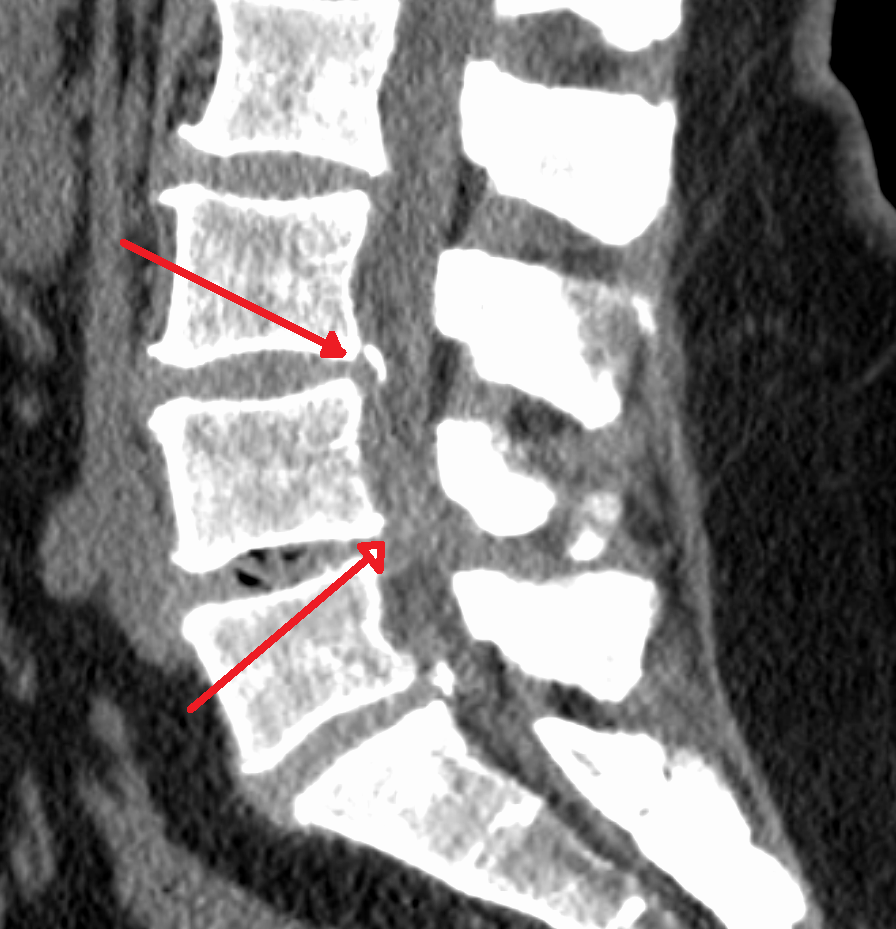
Sténose rachidienne modérée à sévère aux niveaux de L3/L4 et de L4/L5

On parle de  sténose foraminale lorsque le foramen intervertébral se rétrécit à la suite de l’effondrement d’un disque. Les nerfs rachidiens sortent du canal rachidien entre les vertèbres en empruntant un tunnel appelé foramen intervertébral. La perte de hauteur induite entraîne l’affaissement de la vertèbre au-dessus du disque vers celle située en dessous : l’ouverture entre les deux vertèbres se rétrécit jusqu’à comprimer le nerf. 
Le phénomène d’arthrose au niveau des facettes articulaires engendre la formation d’ostéophytes qui vont tendre vers le foramen, causant ainsi une compression supplémentaire et une irritation. La sténose foraminale peut entraîner une « double douleur », mécanique et neurologique provenant de l’irritation de la racine nerveuse.
La sténose foraminale peut être appelée cervicale, thoracique ou lombaire, selon qu'elle se produit au niveau du cou, du thorax ou des lombaires.